# Шенанго Тауншип (округ Лоуренс, Пенсільванія)
Шенанго Тауншип (англ. Shenango Township) — селище (англ. township) в США, в окрузі Лоуренс штату Пенсільванія. Населення — 7133 особи (2020).

## Демографія
Згідно з переписом 2010 року, у селищі мешкало 7479 осіб у 3014 домогосподарствах у складі 2198 родин. Було 3219 помешкань
Расовий склад населення:
| - 98,4 % — білих - 0,7 % — чорних або афроамериканців - 0,1 % — азіатів |

До двох чи більше рас належало 0,7 %. Частка іспаномовних становила 0,5 % від усіх жителів.
За віковим діапазоном населення розподілялося таким чином: 21,4 % — особи молодші 18 років, 60,6 % — особи у віці 18—64 років, 18,0 % — особи у віці 65 років та старші. Медіана віку мешканця становила 44,5 року. На 100 осіб жіночої статі у селищі припадало 98,6 чоловіків;  на 100 жінок у віці від 18 років та старших — 95,0 чоловіків також старших 18 років.
Середній дохід на одне домашнє господарство  становив 68 533 долари США (медіана — 52 159), а середній дохід на одну сім'ю — 77 081 долар (медіана — 56 329). Медіана доходів становила 50 761 долар для чоловіків та 42 667 доларів для жінок. За межею бідності перебувало 11,7 % осіб, у тому числі 23,4 % дітей у віці до 18 років та 3,7 % осіб у віці 65 років та старших.
Цивільне працевлаштоване населення становило 3505 осіб. Основні галузі зайнятості: освіта, охорона здоров'я та соціальна допомога — 33,8 %, виробництво — 19,2 %, роздрібна торгівля — 10,2 %, мистецтво, розваги та відпочинок — 7,9 %.